# 森光子
森光子（原名村上美津，1920年5月9日—2012年11月10日），日本女演員。京都府京都市出身。

## 生平
森光子14歲就以古裝劇電影出道，多年來在電視劇、電影、舞台劇中都取得傑出的成就。代表作有舞台劇《放浪記》、《可笑的女人》等。其中《放浪記》至2009年已經演出2,000場。同時她也是著名的歌手，擅長爵士樂。
是日本俳優聯合的名譽副會長，富士電視台的番組審議委員。獲得紫綬褒章、文化勳章等勛銜。也是東京都的名譽都民。2009年獲得麻生太郎首相頒發的國民榮譽賞。